# 사행 변격활용
사행 변격활용(サ行變格活用)은 일본어의 구어, 문어문법에서 변격동사활용 중 하나이다.

## 개요
활용어미가 50음도의 사(サ)행을 기초로 하여 변칙적으로 변화한다. "하다"라는 의미의 「する」와 그 복합동사인 「おはす」(~하고 계십니다)가 이 활용을 한다.
역사적으로는 형용사 연용형과 합친 「重(おも)くす」「全(まっと)くす」등도 보이는데 현재에는 단어형태가 변화한 「全うする」등을 제외하면 사용하지 않는다. 또 앞에 붙는 단어가 명사일 경우 옛날에는 전부 동작성의 명사만이 붙었지만 쇼와 말기 이후「お茶(ちゃ)する」(차를 마시다), 「青春(せいしゅん)する」(청춘이다) 같이 일반명사가 붙은 형태도 쓰이게 되었다. (다만 규범적인 말투로는 인정되진 않는다.)
대부분은 한자어 명사의 뒤에 붙는데 「早起(はやお)きする」(일찍 일어나다.)같이 일본어 명사가 붙기도 한다. 「早起きをする」는 「早起き」와 「を」와 「する」의 3가지 말로 나뉘지만 「早起きする」는 한 단어이다.
더욱이 「のんびりする」(느긋하다(~게 있다))같은 상태를 나타내는 부사가 붙은 사행 변격동사도 많이 쓰이는데 이 형태의 경우 앞에 붙은 부분을 사행 변격동사의 어간으로 하지만 연용수식어(부사)로 두는 것인지는 문장 을 읽음으로서 알 수 있다. 「風呂(ふろ)に入(はい)ってのんびりする」(목욕탕에 들어가서 느긋하게 있다.)의 경우는 두 가지말로 나눌 수 없으므로 한 가지 말의 사행 변격동사(자동사)라고 여겨진다. 한편 「読書(どくしょ)をのんびりする」(독서를 느긋하게 하다)같은 경우는 「のんびり読書をする」(느긋하게 독서를 하다)로 바꿔 말할 수 있고(두 가지말로 나뉘어서) 「する」가 단독으로 타동사로서 쓰이는데서 「のんびり」는 부사로 여겨진다. 또 사행 변격동사 「のんびりする」는 「のんびり（と）する」처럼 격조사 「と」를 사이에 넣어도 의미, 용법이 거의 변하지 않는데 이 경우는 「のんびりと」와 「する」의 두 단어로 나뉜다. (「のんびりと」는 한 단어의 부사로 여기는 게 구어문법에선 주류)
또 「論(ろん)ずる」(논하다)처럼 탁음으로 활용하는 것도 사행 변격활용인데 이를 특히 자(ザ)행 변격활용이라고 부를 때도 있다. 또 「論じる」는 자행 상일단활용인데 의미에 차이가 있는게 아니기 때문에 실제로 사용할 때는 두 경우가 혼용될 때도 많다. 「感(かん)ずる」(느끼다)와 「感じる」、「信(しん)ずる」(믿다)와「信じる」등도 마찬가지다.
이 활용은 다른 활용과 달리 동사 전반에 걸친 규칙을 설명하는 게 아니라 「する」라는 말 자체에서 나타나는 불규칙성을 서술한 것으로 「する」가 불규칙적으로 되는 것은 일상적으로 자주 쓰는 말이기 때문이다. 일상적으로 자주 쓰는 말은 역사적으로 문법이나 음운규칙이 변화하여도 그에 따라 형태가 변하지 않는 경향이 있으며 오랫동안 고어 형태를 남기는 경우가 많다. 영어에서도 「する」에 해당하는 "do"는 다른 동사와 달리 불규칙적으로 활용된다.
컴퓨터의 한자변환 소프트웨어는 뒤에 「する」를 붙이는 게 가능한 동작성의 명사를 「사행 변격명사」,「자행 변격명사」등으로 분류하여 유저에 의한 사전등록 시에도 이들을 지정할 수 있는 것도 있다.

## 활용
구어
- 미연형-し(-ない, -よう)　せ(-ず)　さ(-せる, -れる)
- 연용형-し
- 종지형-する
- 연체형-する
- 가정형-すれ
- 명령형-しろ, せよ

문어
- 미연형-せ
- 연용형-し
- 종지형-す
- 연체형-する
- 기연형-すれ
- 명령형-せよ

## 활용 예
(으뜸꼴)하다-する, 하지 않다-しない, 하지 않고-せず

## 참고 문헌
- 스타트일본어1, 미즈타니 노부코, 다락원 ISBN 978-89-7255-186-3 {{isbn}}의 변수 오류: 유효하지 않은 ISBN.[쪽 번호 필요]